# Half Assini

Half Assini är en stad vid kusten i sydvästra Ghana. Den är huvudort för distriktet Jomoro och hade 16 938 invånare vid folkräkningen 2010. Kwame Nkrumah, som var Ghanas förste premiärminister och förste president, gick i grundskolan i Half Assini.